# Zorakan
Zorakan là một đô thị thuộc tỉnh Tavush, Armenia. Dân số ước tính năm 2011 là 1051 người.